# Telmatactis sollasi
Telmatactis sollasi är en havsanemonart som först beskrevs av Alfred Cort Haddon 1898.  Telmatactis sollasi ingår i släktet Telmatactis och familjen Isophelliidae. Inga underarter finns listade i Catalogue of Life.